# Ernst Lehmann (Konstrukteur)

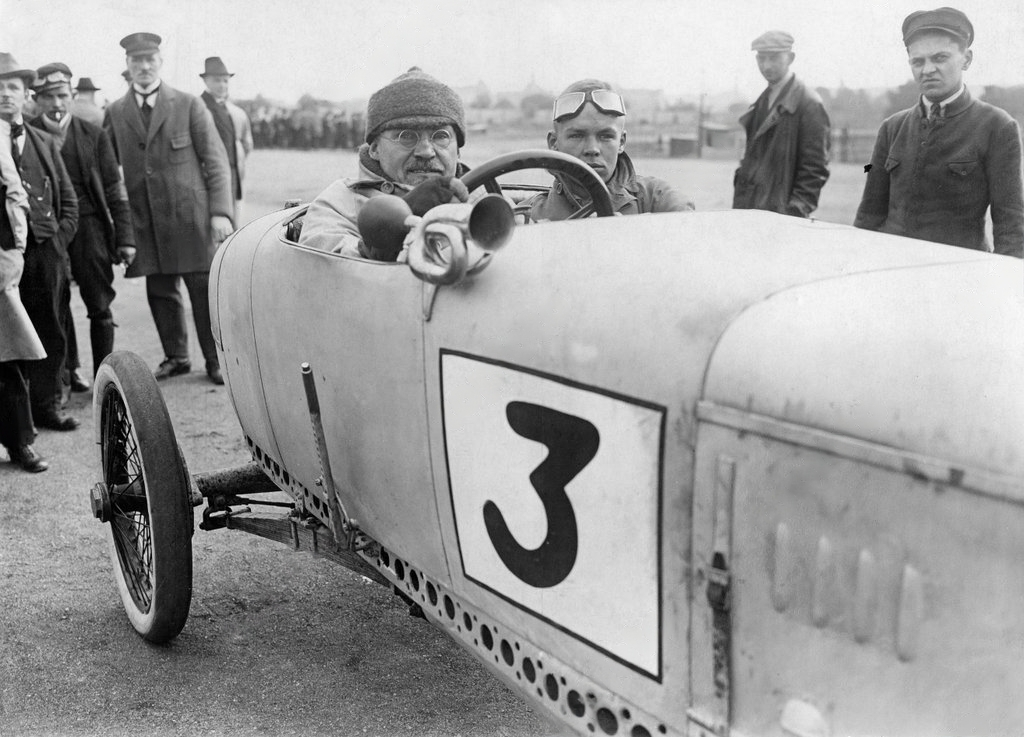
Ernst Lehmann auf dem 6-PS-Selve-Rennwagen, Großes Automobilrennen in Berlin-Grunewald 1921 auf der AVUS

Ernst Lehmann (* 2. September 1870 in Leislau, Thüringen; † 23. Mai 1924 in der Senne bei Bielefeld) war ein deutscher Konstrukteur und Automobilrennfahrer.

## Leben
Ernst Lehmann war Ingenieur und begeisterter Radrennfahrer und gewann vor 1900 zahlreiche Rennen. Er war auch ein talentierter und erfahrener Autorennfahrer. 1903 trat Ernst Lehmann in die Dienste des belgischen Automobilherstellers Métallurgique und wurde dessen Hauptdesigner. Der erste Métallurgique, 1898 gebaut, war ein Motorwagen nach Daimler-Vorbild, der bis 1904 gebaut wurde. Weitere Konstrukteure waren Paul Henze und Paul Bastien. Lehmann machte mit seiner Entwicklungsarbeit die Wagen von Métallurgique binnen kurzem zu einer anerkannten Größe am europäischen Markt. Schon 1907 hatte man sieben Modelle im Programm, die vom Kleinwagen bis zu Luxusautomobilen reichten, die damals atemberaubende 80 PS leisteten.
Anschließend wechselte er als technischer Direktor zur NAW (Norddeutsche Automobilwerke), einem 1907 in Hameln bei Hannover gegründeten Automobilunternehmen. Zehn Jahre später wurde das Unternehmen von den Selve-Automobilwerken übernommen.
Nach dem Ende des Ersten Weltkriegs war es Walther von Selve, der Geschäftsführer des Unternehmens, der Ernst Lehmann als Werksleiter der Firma Selve engagierte, die bereits Basse-&-Selve-Motoren für die Automobilindustrie herstellte. Mit seinen Ingenieurkenntnissen und seinen sportlichen Erfolgen verhalf er Selve zu internationalem Ruhm. Die ersten Automobile unter der Marke Selve wurden 1920 produziert, ein 24-PS-1,5-Liter-Modell und ein 32-PS-2-Liter-Modell. Es folgte ein 40 PS starkes Modell mit 2090 cm³ Hubraum, das auch in einer 65 PS starken Sportversion erhältlich war. Ernst Lehmann war der Konstrukteur der von Selve hergestellten Fahrzeuge, die für ihre hochwertige Verarbeitung und lange Haltbarkeit bekannt waren.
Selve-Fahrzeuge glänzten auch im Tourenwagenrennsport. Ernst Lehmann selbst nahm am Eilenriederennen auf dem Straßenkurs Hannover-Eilenriede teil und steuerte einen metallic-blauen Selve-Renner, der den Spitznamen „Blauer Teufel“ trug. 1924, am ersten Trainingstag für das ADAC Teutoburger Wald-Rennen im Sennegebiet, erlag er einem Unfall. Während seines Laufs fuhr Ernst Lehmann auf einen Steinhaufen am Ende einer Geraden, wo die Straße für das Rennen erneuert worden war und die Straßenbaustellen noch mit Steinen geschützt waren, um Schäden zu verhindern, auf. Er bemerkte dieses Hindernis zu spät und versuchte vergeblich ein Ausweichmanöver. Sein Selve überschlug sich, Lehmann wurde unter dem Auto eingequetscht und starb wenig später an seinen Wirbelsäulenverletzungen. Sein Schmiermaxe – dessen Name nicht bekannt gegeben wurde – wurde bei dem Unfall nur leicht verletzt.
Lehman wurde durch Karl Slevogt ersetzt. Aufgrund der Wirtschaftskrise von 1929 wurde der Automobilbau eingestellt und die Selve-Automobilwerke im selben Jahr geschlossen. Zu Ehren Ernst Lehmanns wurde in den 1980er Jahren in Hameln, direkt an der Ecke Walther-von-Selve-Straße/Werftstraße, ein Denkmal errichtet.